# Hospital de Emergencias Psiquiátricas Marcelo Torcuato de Alvear

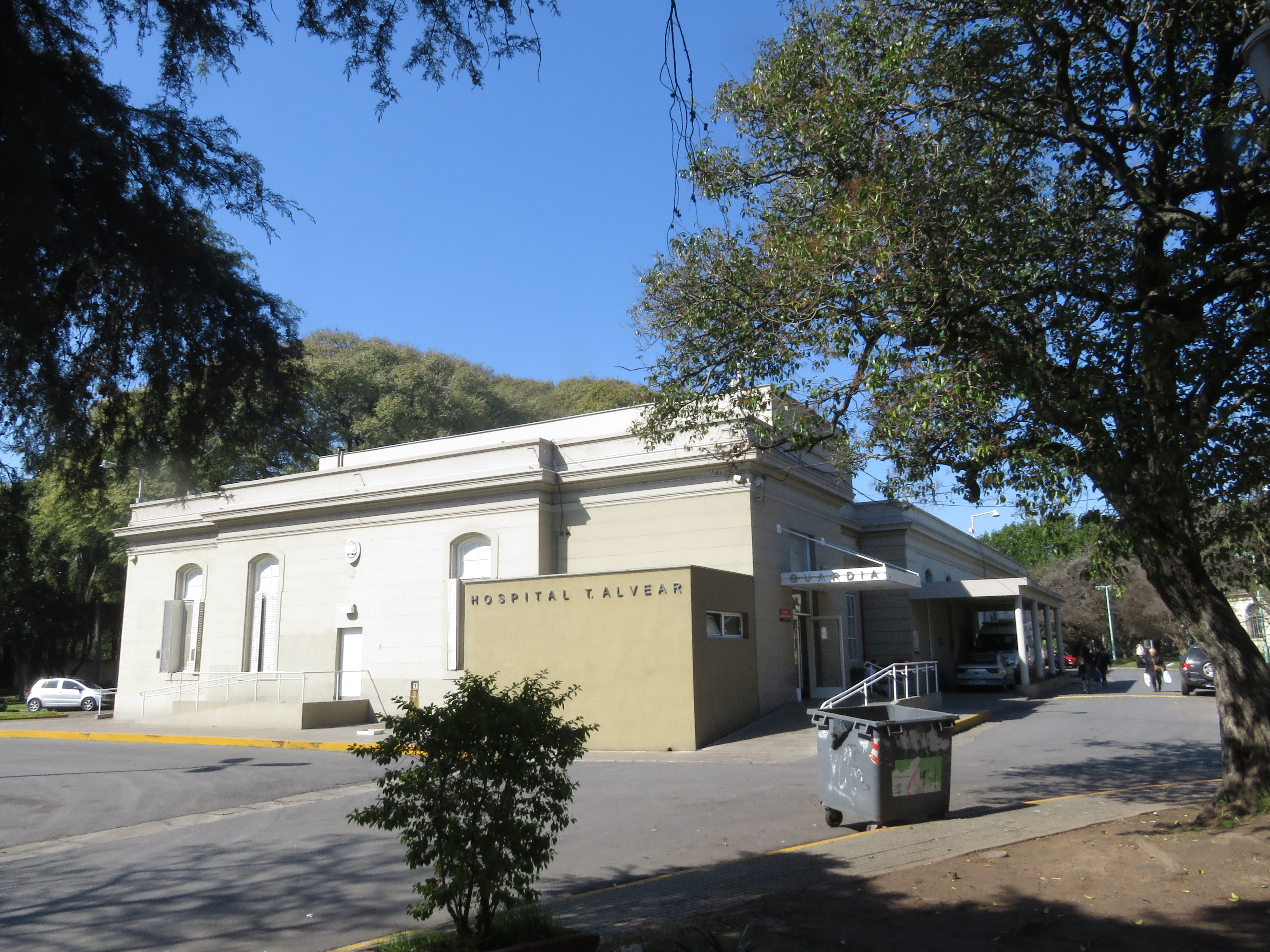

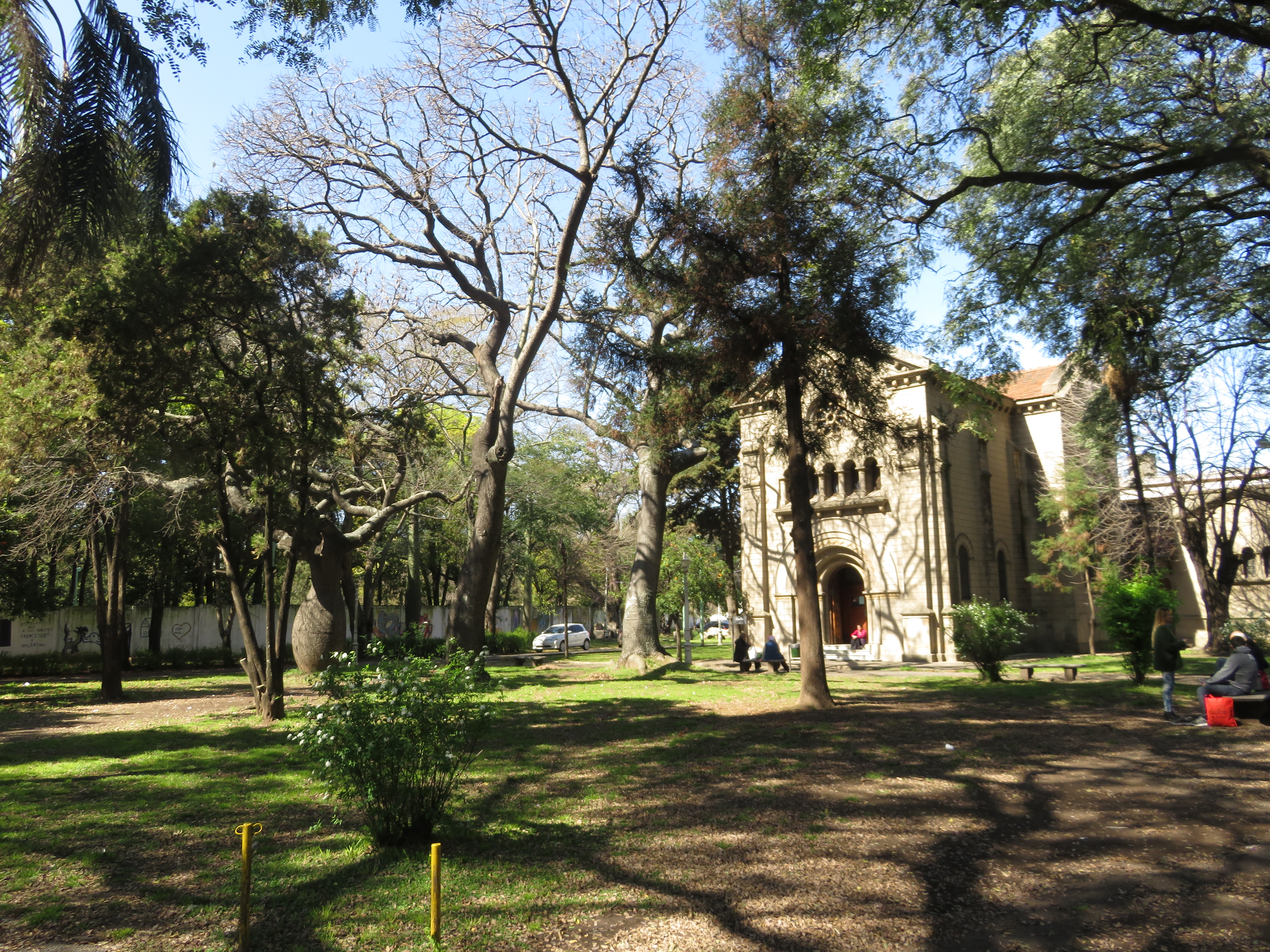

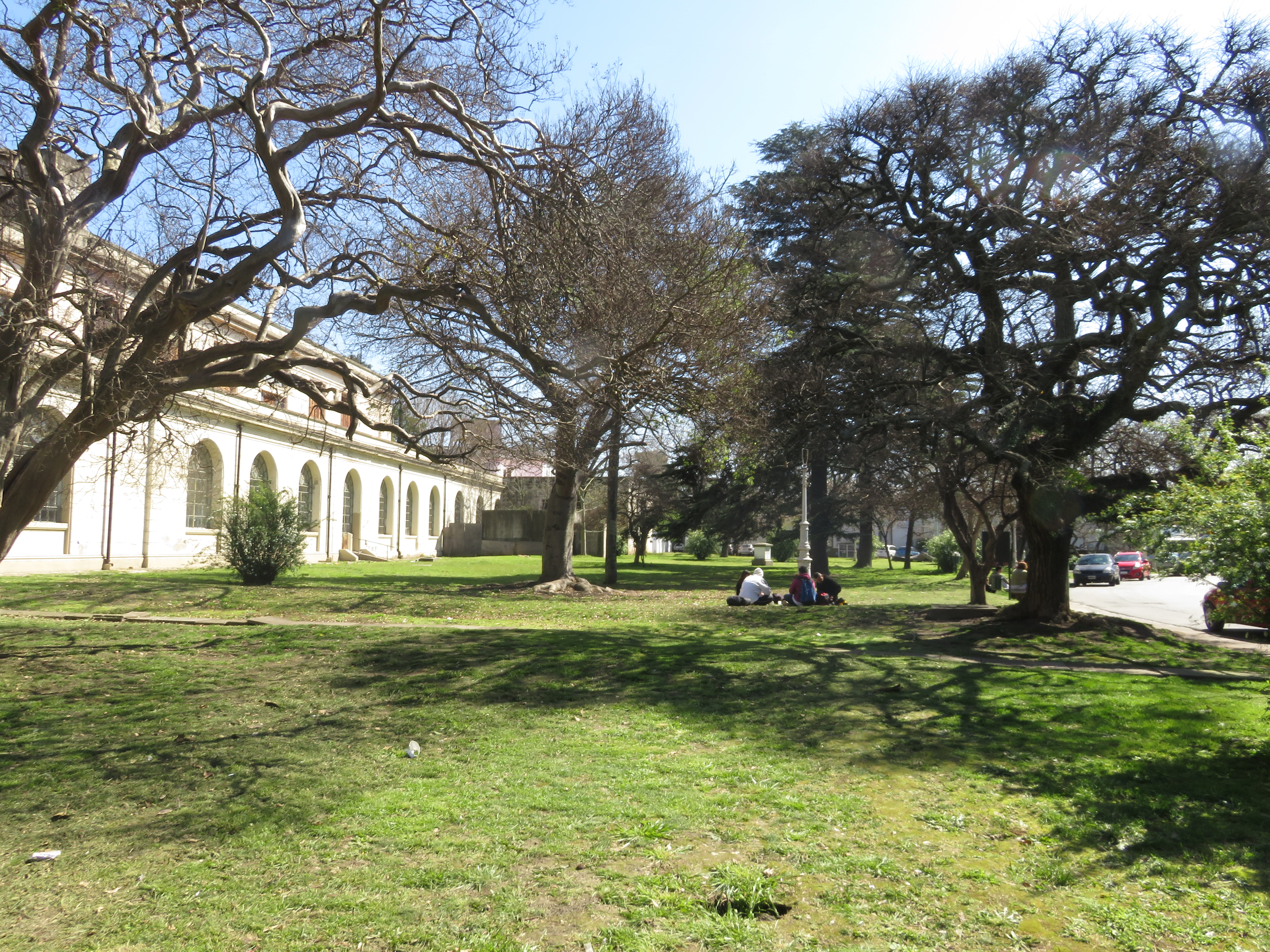

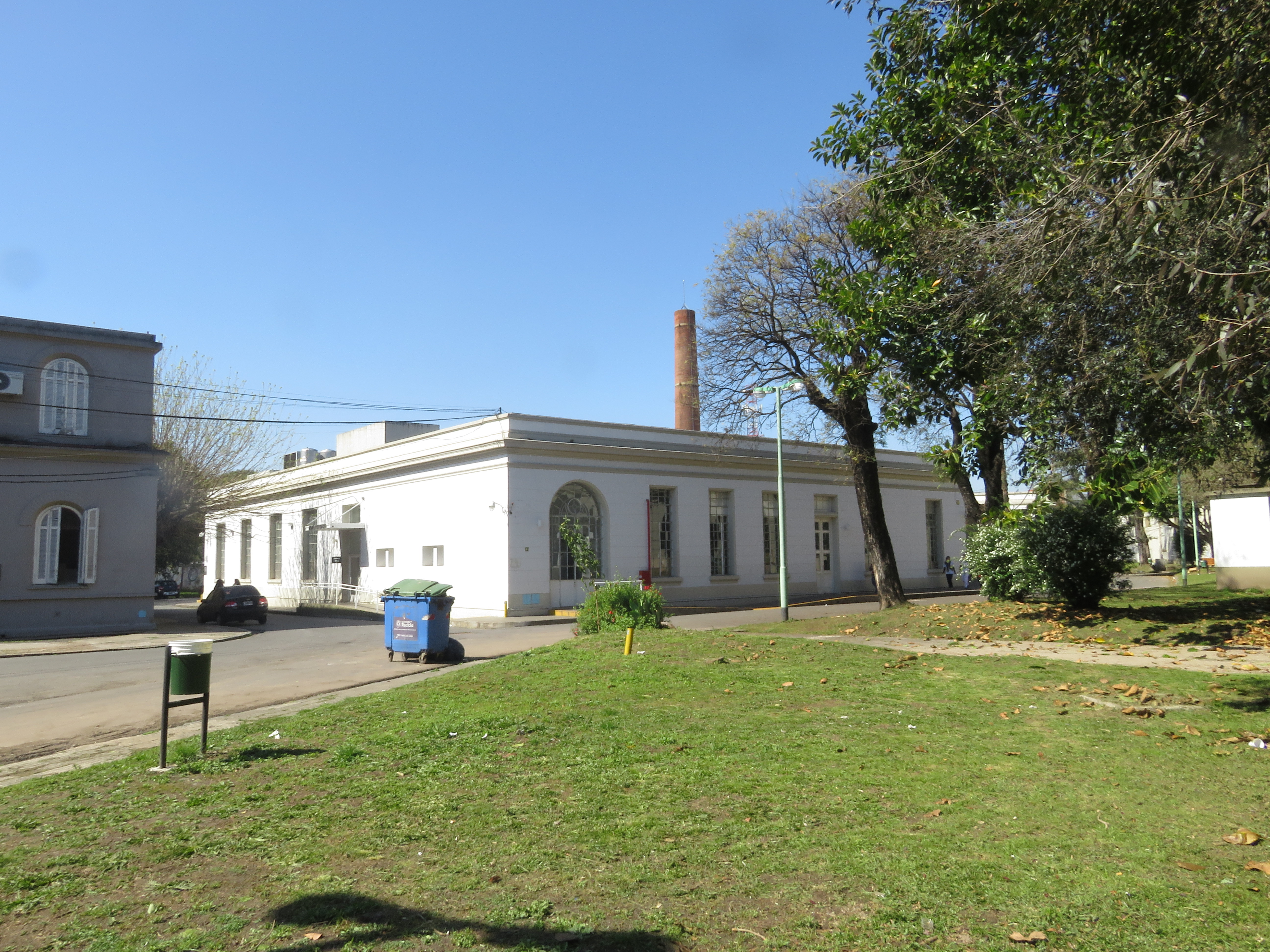

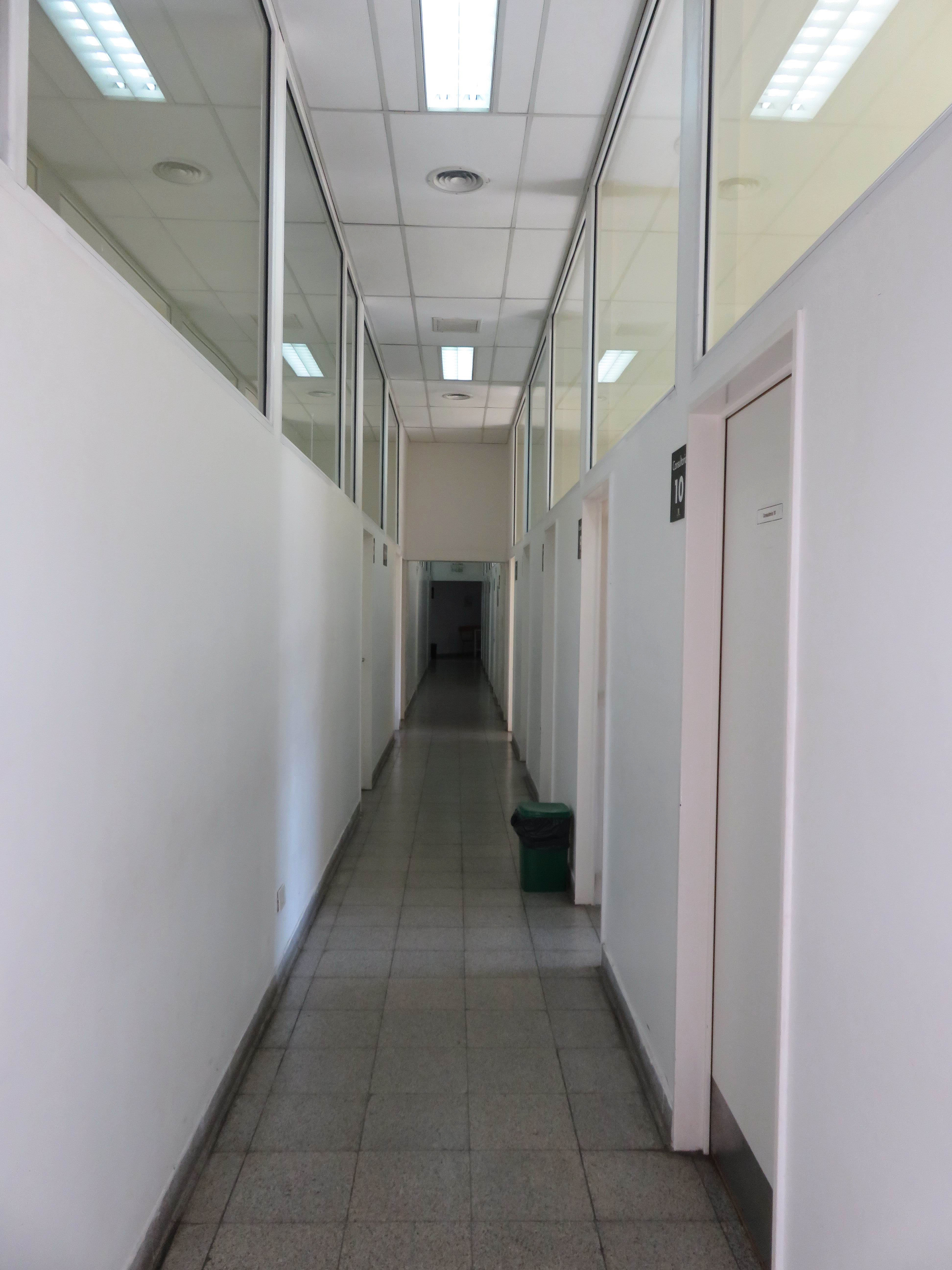

El Hospital de Emergencias Psiquiátricas Torcuato de Alvear es un hospital público monovalente de agudos que funciona en la ciudad de Buenos Aires, Argentina.

## Ubicación
El hospital está ubicado en un predio lindero de 6,2 hectáreas, en una zona geográfica conocida como “La Isla”: detrás del Cementerio de Chacarita, enfrente del terreno que antiguamente ocupaba el albergue Warnes y donde hoy funciona unos de los supermercados Carrefour, Easy, vecino del Hogar de Ancianos San Martín y, al fondo las vías del ferrocarril San Martín. Las líneas de colectivo 47 y 78, que pasan por la estación Federico Lacroze, tienen parada en la puerta del hospital. El 133 y el 113 pasan por la avenida Chorroarín y Warnes, a cuatro cuadras del hospital aproximadamente.
El 105 y el 146 pasan por la avenida San Martín y Chorroarín a tres cuadras del hospital. La estación La Paternal del ferrocarril San Martín se encuentra a cuatro cuadras. La estación Arata del ferrocarril Urquiza se encuentra a dos cuadras.

## Historia
En 1908 comenzó su construcción, con planos proyectados por el doctor  José Penna  realizados por el arquitecto M. Bouvard. L  Los primeros pacientes fueron internados el 15 de diciembre de 1909.
Mucho médicos importantes de la historia de la Argentina comenzaron sus actividades en este hospital, como el doctor Arturo Oñativia,  Ministro de Asistencia Social y Salud Pública de la Nación durante el gobierno del doctor Arturo Illia, quien empezó su actividad profesional como médico clínico en ese nosocomio, y también el doctor Bernardo Houssay, quien comenzó su práctica hospitalaria allí y en 1913 fue nombrado Jefe de Clínica. El doctor Ricardo Finocchieto fue el Jefe de Cirugía en el año 1931.
El hospital fue creado en su origen para ser un hospital de clínica médica, y lo fue durante muchos años hasta que, en 1983, con el regreso de la democracia, fue reabierto pero transformado en un hospital psiquiátrico pensado exclusivamente para pacientes con patología aguda. El nuevo gobierno lo dividió en un hospital por un lado y en un Hogar de Ancianos por el otro.
En 2013 se renovó integralmente el Servicio de Atención Ambulatoria de Urgencias, que fue trasladado a un pabellón de dos plantas.

## Características
Se trata de un dispositivo asistencial para el tratamiento institucional intensivo, en un medio terapéutico específico, de los trastornos mentales severos en pacientes con crisis psiquiátricas agudas en el cual se le brinda asistencia a una población con condiciones sociales y familiares muy desfavorables y difíciles.
El Hospital de Día atiende a tiempo parcial, con objetivos psicoterapéuticos que incorporan diferentes abordajes integrales para adolescentes con trastornos emocionales severos, pero que están integrados en sus centros escolares correspondientes. El hospital tiene su propia escuela secundaria, que sigue las pautas del Ministerio de Educación y es para los pacientes que no están en condiciones de concurrir a una escuela común.
El ingreso a las salas de internación se realiza siempre a través del Servicio de Guardia del Hospital. En la planta baja de la guardia, cuya superficie es de 382 metros cuadrados, se ubican las salas de pacientes, de observaciones y de enfermería,  los servicios de apoyo médico, los consultorios y la sala de espera, entre otras dependencias. En la planta alta, con una  superficie de 151 metros cuadrados, se ubican los espacios destinados a médicos,  enfermeros y  residentes que se encuentran de guardia  y otras áreas complementarias.
El paciente ingresa acompañado de un plan terapéutico definido por el médico de Guardia. El hospital, a través de su Farmacia, provee la medicación que necesitan los pacientes. 
Aproximadamente el 30% de los pacientes que son internados en el Servicio de Adolescencia ingresan judicializados por diferentes causas y el 70% restante queda bajo la Justicia de Menores dentro del primer mes de permanencia (al sexto día el hospital debe elevar un Informe Social a la Asesoría de Menores y a los 21 días un Informe Psiquiátrico al Tribunal de Menores que se encuentre de turno). Todos los días trabaja un Equipo de Admisión de Sala (psiquiatra, psicólogo, clínico y asistente social) .
Existen tres bandas horarias de atención, mañana, tarde y vespertino. Hay un criterio de admisión
que impide aceptar pacientes alcohólicos, adictos o con patologías crónicas ya  que es un hospital que principalmente atiende la emergencia. Los requisitos para ser admitidos son: no deben tener patologías orgánicas, ser débiles mentales, psicópatas o sociópatas.
Este hospital es el único efector monovalente específico para la atención de situaciones de Urgencias en Salud Mental en el sistema público de salud de la Ciudad de Buenos Aires, construido sobre la base de un modelo de trabajo interdisciplinario en el que trabajan profesionales de muy diversas disciplinas del campo de la salud mental: psicólogos, médicos psiquiatras, médicos clínicos, trabajadores sociales, enfermeros, terapistas ocupacionales, psicopedagogos, nutricionistas, farmacéuticos y otros.
El hospital se supone exclusivo para atender la urgencia pero, debido a la ausencia de dispositivos alternativos de derivación o la disponibilidad de recursos en los efectores existentes en la ciudad y el Gran Buenos Aires, cada vez aumenta más el promedio de permanencia en internación del hospital que se suopne debería ser de solo tres meses.
Como muchos otros hospitales no cuentan con recursos de guardia psiquiátrica, cuando se trata de la atención de emergencia psiquiátrica se recurre a este hospital a través del servicio del S.A.M.E. El hospital Alvear tiene una ambulancia integrada a la red de emergencias del Gobierno de la Ciudad de Buenos Aires.

## Servicios
- Servicio de Guardia.
- Consultorios Externos de Adultos.
- Consultorios Externos de Adolescentes.
- Sala de Internación de Varones Adultos.
- Sala de Internación de Mujeres Adultas.
- Servicio de Adolescencia.
- Sala de Internación de Varones Adolescentes.
- Sala de Internación de Mujeres Adolescentes.
- Área de Neurociencias.
- Diagnóstico por Imágenes.
- Servicio de ambulancias a través del S.A.M.E.
- Servicio Social.
- Servicio de Psicodiagnóstico.
- Laboratorio.
- Concurrencia de Psicopatología y Salud Mental.
- Residencia de Psicopatología y Salud Mental.